# (16147) Jeanli
(16147) Jeanli est un astéroïde de la ceinture principale.

## Description
(16147) Jeanli est un astéroïde de la ceinture principale. Il fut découvert le 10 décembre 1999 à Socorro (Nouveau-Mexique) par le projet LINEAR. Il présente une orbite caractérisée par un demi-grand axe de 2,28 UA, une excentricité de 0,22 et une inclinaison de 5,9° par rapport à l'écliptique.

## Compléments